# Азійські сухопутні черепахи
Азійські сухопутні черепахи (Manouria) — рід черепах з родини суходільні черепахи родини схованошиї черепахи. Має 2 види.

## Опис
Загальна довжина представників цього роду коливається від 25 до 60 см. Голова витягнута. Шия товста, широка. Панцир масивний, поверх карапаксу майже плаский, масивний. Панцир самців має форму «U», а самиць — «V». Харчуються комахами, безхребетними, земноводними. У самців хвіст довше та товще за хвіст самиць.
Забарвлення панциру коричневе з різними відтінками. На карапаксі розташовані асиметричні чорні плями. Шкіра має коричневий колір.

## Спосіб життя
Полюбляють чагарникові та очеретяні місцини, тропічні ліси. Зустрічаються лише на суходолі.
Самиці відкладають до 15 яєць.

## Розповсюдження
Мешкають у Південній та Південно-Східній Азії.

## Види
- Manouria emys
- Manouria impressa